# Solid Air
Az 1973-as Solid Air John Martyn nagylemeze. Szerepel az 1001 lemez, amit hallanod kell, mielőtt meghalsz című könyvben.

## Az album dalai
|    | Cím                     | Szerző(k)   | Hossz |
| -- | ----------------------- | ----------- | ----- |
| 1. | Solid Air               | John Martyn | 5:46  |
| 2. | Over The Hill           | Martyn      | 2:51  |
| 3. | Don't Want To Know      | Martyn      | 3:01  |
| 4. | I'd Rather Be The Devil | Skip James  | 6:19  |
| 5. | Go Down Easy            | Martyn      | 3:36  |
| 6. | Dreams By The Sea       | Martyn      | 3:18  |
| 7. | May You Never           | Martyn      | 3:43  |
| 8. | The Man In The Station  | Martyn      | 2:54  |
| 9. | The Easy Blues          | Martyn      | 3:22  |

## Közreműködők
- John Martyn – ének, akusztikus és elektromos gitár; szintetizátor a The Easy Blues-on
- Richard Thompson – gitár, hegedű, autoharp; mandolin az Over the Hill-en
- Simon Nicol – mandolin, hegedű; autoharp az Over the Hill-en
- Sue Draheim – hegedű az Over The Hill-en
- Tony Coe – szaxofon a Dreams By The Sea és Solid Air dalokon
- John "Rabbit" Bundrick – akusztikus és elektromos zongora, orgona, clavinet
- Tristan Fry – vibrafon a Solid Air-en
- Danny Thompson – akusztikus basszusgitár
- Dave Pegg – basszusgitár
- Dave Mattacks – dob
- Neemoi "Speedy" Acquaye – konga

## Fordítás
Ez a szócikk részben vagy egészben a Solid Air című angol Wikipédia-szócikk ezen változatának fordításán alapul.  Az eredeti cikk szerkesztőit annak laptörténete sorolja fel. Ez a jelzés csupán a megfogalmazás eredetét és a szerzői jogokat jelzi, nem szolgál a cikkben szereplő információk forrásmegjelöléseként.